# Илич (река)
Илич (на руски: Илыч, Ылыч) е река в Република Коми на Русия, десен приток на Печора. Дължина 411 km. Площ на водосборния басейн 16 000 km².
Река Илич води началото си от блатиста местност в западното подножие на Северен Урал, на 501 m н.в., в източната част на Република Коми. В горното си течение тече в южна посока в широка и заблатена долина с ниски брегове. В средното течение посоката ѝ е западна, а долината ѝ е дълбоко врязана в околния терен с високи и стръмни брегове. В долното течение посоката ѝ запазва западното си направление, а долината ѝ отново става широка и плитка, като протича през югоизточната част на Печорската низина. В този участък заливната ѝ тераса е широка и е заета от периодично заливани по време на пълноводие ливади и пасища. Влива се отдясно в река Печора, при нейния 1400 km, на 99 m н.в., при село Уст Илич, в югоизточната част на Република Коми. Основни притоци: леви – Кожимъю (73 km), Пирсъю (51 km), Укъю (55 km), Ъйджитляга (61 km), Мартюр (79 km), Челач (73 km), Палю (61 km); десни – Испередъю (64 km), Саръю (91 km), Когел (193 km). Има смесено подхранване с преобладаване на снежното и дъждовното с ясно изразено пролетно пълноводие през май и началото на юни. Среден годишен отток при село Максимово, на 47 km от устието, 177 m³/s. Заледява се в началото на ноември, а се размразява в края на април. Плавателна е в долното си течение, от село Шантима за плиткогазещи съдове. По течението ѝ са разположени няколко малки села – Приуралски, Максимово, Мишкин-Йол, Уст Илич и др.